# Corbins
Corbins és un municipi de la comarca del Segrià.
Podem destacar que al seu terme municipal conflueixen la Noguera Ribagorçana i el Segre en el parc de l'Aiguabarreig.
A més, es troba a 4 km de l'enllaç amb la variant de l'Autovia Lleida-Barcelona (N-II).
I es comunica, per la carretera C - 12 amb: 
Lleida (10 km) 
Balaguer (17 km) 
Menàrguens (7 km) 
Torrelameu (2 km)
Benavent (3 km)
La Portella (7 km)
Vilanova de la Barca (6 km)

## Geografia
- Llista de topònims de Corbins (Orografia: muntanyes, serres, collades, indrets..; hidrografia: rius, fonts...; edificis: cases, masies, esglésies, etc).

## Població, serveis i activitats
Alguns serveis dels quals disposa el poble són llar d'infants, escola pública d'educació primària, dispensari, escorxador, poliesportiu, piscines, sala de teatre o camp de futbol. També hi ha el Museu de Corbins.
Malgrat que cada cop hi ha menys joves que s'hi dediquen, Corbins segueix essent un poble principalment dedicat al conreu de la fruita dolça (poma, pera, préssec, nectarina, pruna i cirera). Per aquest motiu durant la campanya de recollida, la població augmenta sensiblement.
Els últims anys, amb la creació i dinamització de La Serreta de Corbins, un espai natural al costat del poble, aquest ha experimentat un augment significatiu de visites de ciclistes, ja que és un lloc ideal per la pràctica del ciclisme de muntanya. Tant és així, que Corbins s'ha convertit en un punt de referència per la pràctica d'aquest esport a les Terres de Lleida, i a l'octubre de 2019 es va dur a terme la primera prova esportiva, de nivell provincial.

## Festes i tradicions
- Cavalcada de Reis (5 de gener)
- Santa Àgueda (5 de febrer): És la festa per excel·lència de les dones, ja que Santa Àgueda és la patrona de les dones. Els actes tant lúdics com religiosos que s'organitzen per a la celebració d'aquesta festa van a càrrec de l'Associació de Dones de Corbins.
- Carnestoltes (principis de febrer)
- Santa Quitèria (22 de maig): És la patrona de Corbins. Aquesta festa se celebra des de temps immemorial, i són tradicionals la processó dels pans beneïts i la cursa pedestre. Es realitza també la proclamació de les Pubilles, Pubilletes Infantils i Hereus Infantils, la trobada de gegants i gralles, balls, sardanes, concerts, animacions infantils, homenatge a la gent gran...
- Sant Joan (24 de juny)
- Sant Jaume (25 de juliol)
- Sant Bartomeu (24 d'agost):És una festa dedicada a la quitxalla, amb concursos de carrosses i cucanyes. També es fa una revetlla popular.
- Festa de la fruita dolça (octubre)
- Nadal i Sant Esteve (25 i 26 de desembre)

## Demografia
| 1497 f | 1515 f | 1553 f | 1717 | 1787 | 1857  | 1877 | 1887 | 1900 | 1910  |
| ------ | ------ | ------ | ---- | ---- | ----- | ---- | ---- | ---- | ----- |
| 39     | 50     | 52     | 70   | 701  | 1.192 | 980  | 988  | 959  | 1.189 |

| 1920  | 1930  | 1940 | 1950  | 1960  | 1970  | 1981  | 1990  | 1992  | 1994  |
| ----- | ----- | ---- | ----- | ----- | ----- | ----- | ----- | ----- | ----- |
| 1.198 | 1.105 | 859  | 1.009 | 1.047 | 1.067 | 1.048 | 1.043 | 1.024 | 1.024 |

| 1996  | 1998  | 2000  | 2002  | 2004  | 2006  | 2008  | 2010  | 2012  | 2014  |
| ----- | ----- | ----- | ----- | ----- | ----- | ----- | ----- | ----- | ----- |
| 1.037 | 1.051 | 1.055 | 1.110 | 1.149 | 1.347 | 1.370 | 1.380 | 1.403 | 1.400 |

| 2016  | 2018  | 2020  | 2022  | 2024  | 2026 | 2028 | 2030 | 2032 | 2034 |
| ----- | ----- | ----- | ----- | ----- | ---- | ---- | ---- | ---- | ---- |
| 1.401 | 1.431 | 1.462 | 1.462 | 1.502 | -    | -    | -    | -    | -    |

## Fills i filles il·lustres
- Ramon Pujol i Bañeres (1870-1931): hisendat i delegat a l'Assemblea de Manresa (1892).